# Маркос Вамвакарис
Маркос Вамвакарис (на гръцки: Μάρκος Βαμβακάρης) е един от най-известните гръцки музиканти, композирали и изпълнявали ребетика. Смята се за баща на този стил.

## Биография
Маркос Вамвакарис е роден на 10 май 1905 в Ано Сирос на остров Сирос в католическо семейство. По това време Сирос е едно от важните гръцки пристанища. Известен е и с това, че жителите там са наполовина католици и наполовина православни. По-късно една от най-известните му песни става „Φραγκοσυριανή“ (от гр.: католическо момиче от Сирос)
През 1917 г., на 12 години, Вамвакарис напуска Сирос и заминава за Пирея. Започва да работи като хамалин, миньор, полировач и др. Научава се да свири на бузуки виртуозно и започва да пише музика. По това време започва да взема и хашиш.
През 1933 г. Вамвакарис записва първия в историята 78-оборотен диск с бузуки. От едната страна е песента „Έπρεπε να ’ρχόσουνα μάγκα μες στον τεκέ μας“, а от другата една инструметална мелодия с импровизация на бузуки. През 1936 година е въведена цензура от диктаторския режим на Метаксас и всички тези „упадъчни“ песни са забранени. Епохата на класическата ребетика свършва. След германската окупация настъпват трудни времена за Вамвакарис. Песните му се смятат за отживелица. Но към края на живота му настъпва признаването. През 70-те години на миналия век ребетиката излиза наяве, дори става мода сред младежта.
Вамвакарис умира на 8 февруари 1972 на 67 години. Неговият дом в Ано Сиро е превърнат в къща музей.